# Roman Rewakowicz
Roman Rewakowicz (ur. 23 czerwca 1958 w Lidzbarku Warmińskim) – polski dyrygent, chórmistrz i kompozytor.

## Życiorys
Ukończył studia na Akademii Muzycznej im. Fryderyka Chopina w Warszawie na kierunku teoria muzyki oraz na Wydziale Dyrygentury tej uczelni pod kierunkiem Bogusława Madeya. W latach 1983–1993 był dyrygentem Chóru Męskiego Żurawli, z którym występował w USA, Kanadzie, Europie Zachodniej i Ukrainie. Zajmował się chorałami bizantyjskimi, które wykonywał utworzony przez niego chór Irmos. 
Jako dyrygent i organizator różnych imprez muzycznych propaguje współczesną muzykę ukraińską w Polsce i polską na Ukrainie. W 1995 był jednym z twórców festiwalu Kontrasty we Lwowie. Jest twórcą i dyrektorem artystycznym Dni Muzyki Ukraińskiej w Warszawie. 
Jest założycielem i prezesem Fundacji Pro Musica Viva zajmującej się promocją oraz wspieraniem różnorodnych inicjatyw muzycznych. Jest także współtwórcą części muzycznej Warszawskiego Festiwalu „Skrzyżowanie Kultur”. W 2010 otrzymał stypendium twórcze Prezydenta m.st. Warszawy.